# Complejo Deportivo Regional Orhei
Complejo Deportivo Regional Orhei es un estadio de fútbol en Moldavia fundado en 1980. Orhei es una ciudad de Moldavia perteneciente al distrito de Orhei. En 2005 comenzó la demolición del antiguo soporte de madera, para dar paso a un nuevo edificio, moderno. La UEFA fue la que patrocinó la construcción del nuevo estadio el que tiene una capacidad para albergar a 2.539 espectadores sentados y pista de carreras de £ 22 millones.

## Galería
- Galería fotográfica del estadio